# Borgmeren
De Borgmeren zijn twee plassen in de gemeente Midden-Groningen in de Nederlandse provincie Groningen. Het noordelijke meer heet Borgmeren of Harkstederplas (vroeger WEB-gat), heeft een oppervlakte van 70 hectare en valt onder het dorp Harkstede. Hier ligt de woonwijk De Borgmeren. Het zuidelijke meer heet de Scharmerplas (vroeger Scharmergat of Borgmeer), heeft een oppervlakte van 20 hectare en valt onder het dorp Scharmer. Hier ligt Recreatiepark De Borgmeren. Beide meren worden van elkaar gescheiden door fietspad De Herenlaan.

## Zandwinning
De beide plassen zijn ontstaan door zandwinning nadat de provincie Groningen het bedrijf WEB BV (Wielinga's Expeditie Bedrijf, opgericht in 1932) in 1970 een winningsvergunning verleende om zand te winnen op eigen land in het stroomdal van de Hunze, onder andere voor de aanleg van de A7. In het bestemmingsplan van 1978 werd toestemming verleend om 170 hectare weg te wegzuigen. Oorspronkelijk mocht er tot 13 meter diep worden weggezogen, maar in 2002 werd een vergunning verleend om tot 23 meter diep weg te wegzuigen. Hoewel het bedrijf een vergunning had tot 2015, werd de zandwinning in 2011 beëindigd. Op het terrein wilde de toenmalige gemeente Slochteren dagrecreatie realiseren.

## Scharmer: recreatiegebied
De Scharmerplas werd in de jaren 1980 een recreatiegebied. Hier werd vanaf de jaren 1980 tot 1997 Recreatiepark De Borgmeren aangelegd met een groot aantal recreatiewoningen. In het midden van dit recreatiegebied staat restaurant De Rozenborg, die vernoemd is naar de eind 19e eeuw afgebroken Rozenburg.

## Harkstede: woonwijk
De noordelijke Borgmeren of Harkstederplas werd begin jaren 1990 aangewezen als woningbouwlocatie voor duurdere woningen voor Stadjers (als taakstelling voor de toenmalige gemeente Slochteren), daar de stad Groningen destijds hier geen ruimte voor bood. In 1993 werd begonnen met fase 1 van deze uitbreiding, die formeel bekendstaat als kwaliteitswoonlocatie Borgmeren. Die zou het inwonertal van Harkstede doen stijgen van 2046 in 1990 naar 3276 in 2010 en het aanzien van het dorp voorgoed veranderen. In 1999 volgde fase 1a en in 2004 fase 2 en 3 (Eilandrijk Borgmeren), waarbij meerdere kunstmatige eilanden werden aangelegd. Bij de uitgifte van vrije kavels hanteerde de gemeente Slochteren de volgorde van aanmelding, waardoor geïnteresseerden, zowel in 1994 (fase 1) als in 2005 (fase 2 en 3), langdurig in caravans bij het gemeentehuis bivakkeerden om de beste keus te hebben. Tegen hen spanden tegenstanders in 2005 een kort geding aan om te bereiken dat de gemeente een lotingsysteem instelde voor het gunnen van de vrije kavels, maar dat werd verloren. De gemeente Slochteren had nog een fase 3a in voorbereiding, maar de realisatie werd door de kredietcrisis van 2007-2010 uitgesteld.